# IJsselhallen
De IJsselhallen vormden een evenementencomplex in de Nederlandse stad Zwolle. Het was aanvankelijk het onderkomen van de veemarkt aldaar. Er werden ook grootschalige evenementen georganiseerd. Sinds 2001 was het complex daar uitsluitend voor bestemd. Het evenementencomplex bestond uit vier hallen, twee zalen, een restaurant en een bar en had een totale vloeroppervlakte van ruim 20.000 m². Er was een parkeerterrein met ruim 3.000 plaatsen. De IJsselhallen trokken jaarlijks 400.000 tot 500.000 bezoekers. Begin 2024 is het complex, met uitzondering van de Bogenhal, definitief gesloten om plaats te maken voor woningbouw.

## Geschiedenis

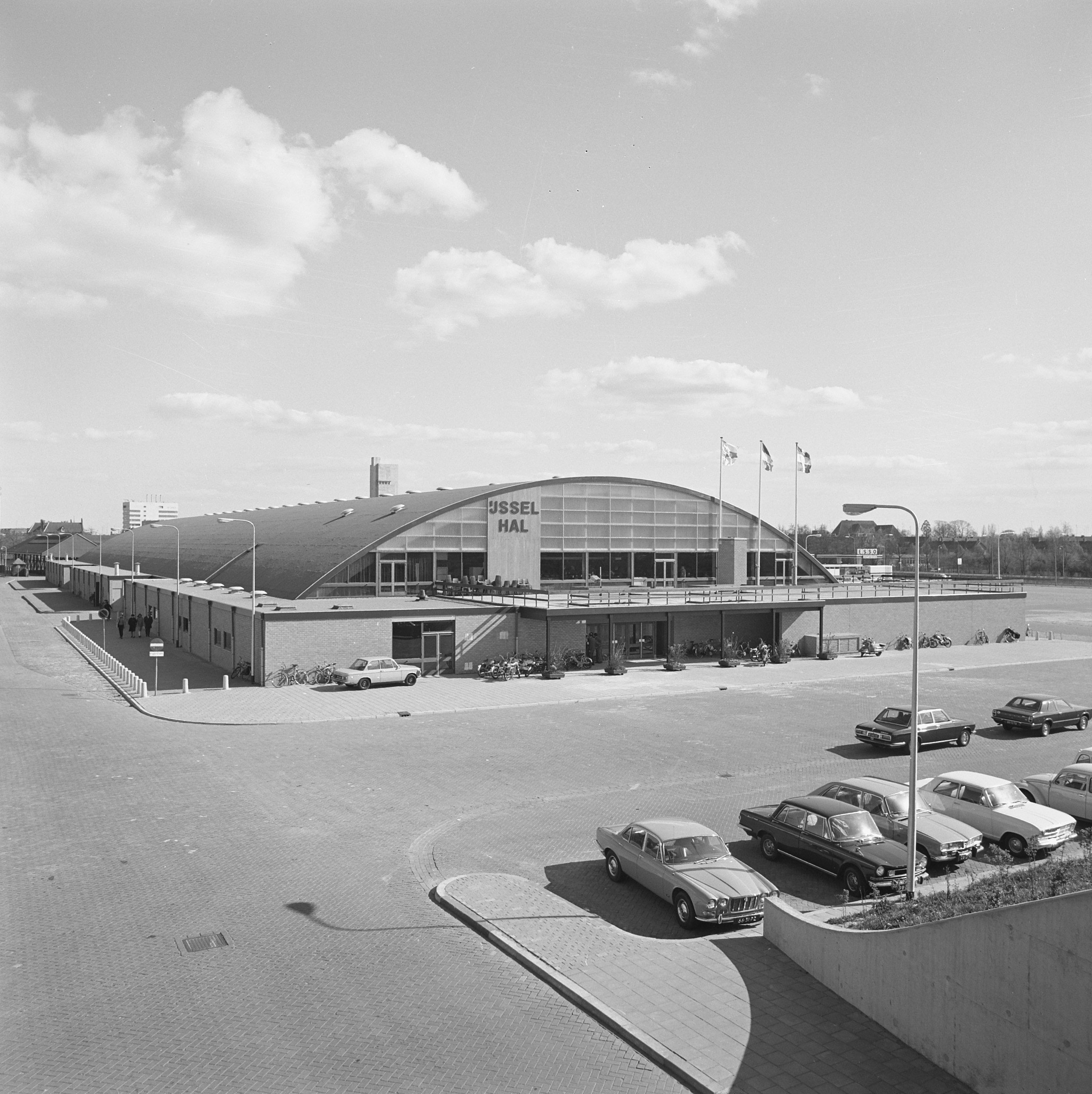
De IJsselhal in 1972

De geschiedenis van de IJsselhallen begon in 1308, toen bisschop Guy de stad Zwolle toestemming gaf om een veemarkt te organiseren. Sindsdien vond er in die stad tot 2001 elke vrijdag een veemarkt plaats. De markt werd eeuwenlang gehouden in de openlucht. In 1972 veranderde dat toen naar een ontwerp van architect Gerrit Bastiaan Kalkman de IJsselhal werd gebouwd. In 1985 kwam de Meerhal bij het complex en in 1990 werden de Aahal en de Diezehal erbij gebouwd. In 1994 kwamen er nog twee congreszalen bij. De zalen en hallen bevonden zich op de begane grond. De hallen aan de Rieteweg huurde exploitant Libéma van de gemeente Zwolle.
De gemeente Zwolle heeft woningbouwplannen voor het terrein van de IJsselhallen. Ze verlengde daarom het huurcontract met de Libéma niet. Omdat beursorganisatoren vaak voor meerdere jaren zekerheid willen, besloot Libéma daarop onmiddellijk met haar activiteiten in Zwolle te stoppen. De hallen waren buiten Libéma om nog beschikbaar tot en met 2023. In 2020 en 2021 werden ze gebruikt door de GGD IJsselland als test- en vaccinatiecentrum in het kader van de bestrijding van de coronapandemie.
In 2024 werden de meeste IJsselhallen gesloopt. De Bogenhal, het oudste gedeelte, bleef behouden. Het gemeentebestuur wil er ruimte bieden aan onder meer een horecavoorziening en kantoorruimte. Het vrijkomende terrein wordt benut voor woningbouw. Er zijn plannen voor 750 woningen. De gemeente Zwolle zoekt naar een andere locatie voor een nieuwe hal van kleinere afmetingen.

## In de hallen gehouden evenementen
- Lego World (tot 2012)
- Tuinidee
- Spellenspektakel
- Boekenfestijn
- Dutch Darts Masters (2018, 2019)
- Dutch Darts Championship (vanaf 2022)
- Pasar Malam Istimewa
- Dag van de Amateur (Zendamateur,s)